# Radula tjibodensis
Radula tjibodensis là một loài rêu trong họ Radulaceae. Loài này được K.I. Goebel mô tả khoa học đầu tiên năm 1888.
Danh pháp khoa học của loài này chưa được làm sáng tỏ. 